# USS Recruit
La USS Recruit era il modello in legno in scala ridotta di una nave da battaglia, costruita nel 1917 dalla Marina degli Stati Uniti al centro del quartiere di Manhattan, a New York, come mezzo di propaganda, strumento di reclutamento e luogo di addestramento durante la prima guerra mondiale. Commissionata come se fosse una vera nave della Marina e presidiata da un equipaggio di marinai, la Recruit era posizionata stabilmente in un giardino al centro di Union Square. Nel 1920, dopo aver reclutato circa 25 000 nuovi marinai, fu dismessa e smantellata.

## Storia
La Recruit era posta sotto il comando del capitano C.F. Pierce e aveva un equipaggio di trentanove marinai provenienti dalla base di Newport. Oltre al suo ruolo di centro reclutamento e base di addestramento, l'unità era anche aperta al pubblico e la Marina vi organizzava visite guidate, consentendo ai civili di conoscere come si svolgeva la vita a bordo di una nave da guerra. Gli interni includevano sale per le lezioni a prua e a poppa, alloggi per gli ufficiali, una stazione radio, un sistema di riscaldamento e di ventilazione in grado di modificare la temperatura dell'aria all'interno della nave dieci volte nell'arco di un'ora e cabine per la sistemazione dei marinai.
La vita, a bordo, seguiva la normale routine della Marina. I marinai si alzavano alle 6 del mattino, lavavano i ponti, facevano il bucato e frequentavano le lezioni. Svolgevano poi turni di guardia alla nave ed erano disponibili a rispondere alle domande dei visitatori. Di notte, tutte le luci della nave erano accese. L'esterno era caratterizzato da due alti alberi a gabbia, da una torre di comando e da un fumaiolo, peculiarità comuni a quelle delle altre corazzate statunitensi dell'epoca. La batteria principale era formata da tre torrette binate con un totale di sei cannoni da 360 mm in legno. La batteria secondaria era invece costituita da dieci cannoni da 130 mm, sempre in legno, disposti in casematte. Erano inoltre presenti due piccoli cannoni "da saluto", che completavano l'armamento.
La nave, dal 1917 al 1920, ospitò numerose visite di dignitari, eventi e ricevimenti di natura patriottica, fra cui la presentazione di una copia della bandiera degli Stati Uniti d'America di Betsy Ross. Nel 1920 la Recruit venne dismessa e smontata. La Marina avrebbe voluto trasferirla a Coney Island per rimontarla nei pressi del celebre luna park, ma la stima del costo del trasferimento si rivelò superiore al valore dei materiali utilizzati, per cui non venne più rimontata. Non è chiaro che fine fecero i pezzi, ma probabilmente furono riutilizzati per altri scopi. Secondo il New York Times la nave ebbe notevole successo come strumento di propaganda, arruolando in tre anni circa 25 000 nuovi marinai.

## Galleria d'immagini

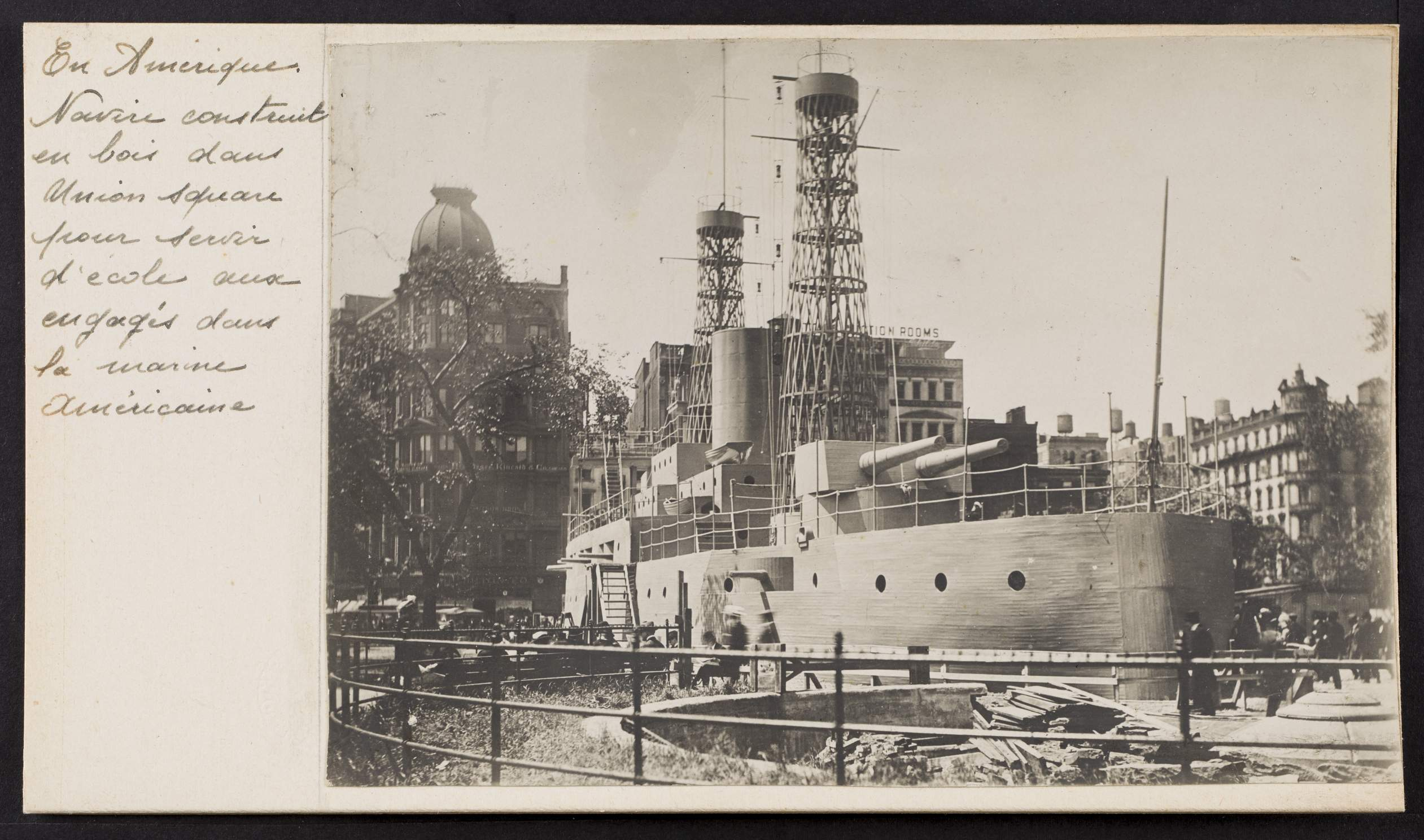
La Recruit nei giardini al centro di Union Square
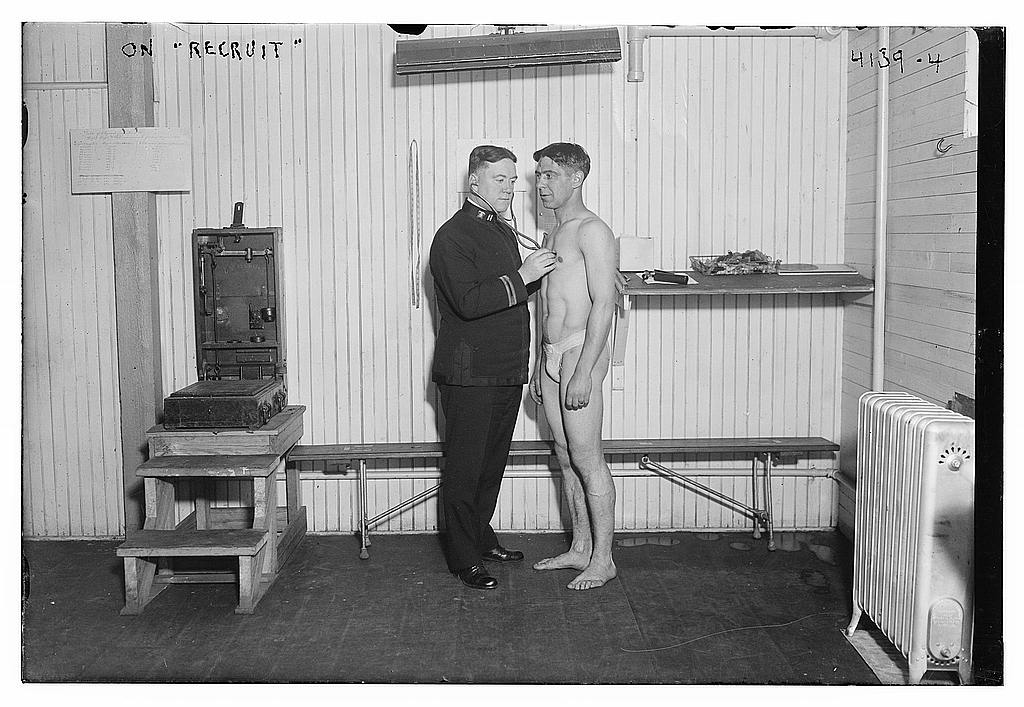
Visita medica a bordo per un nuovo arruolato
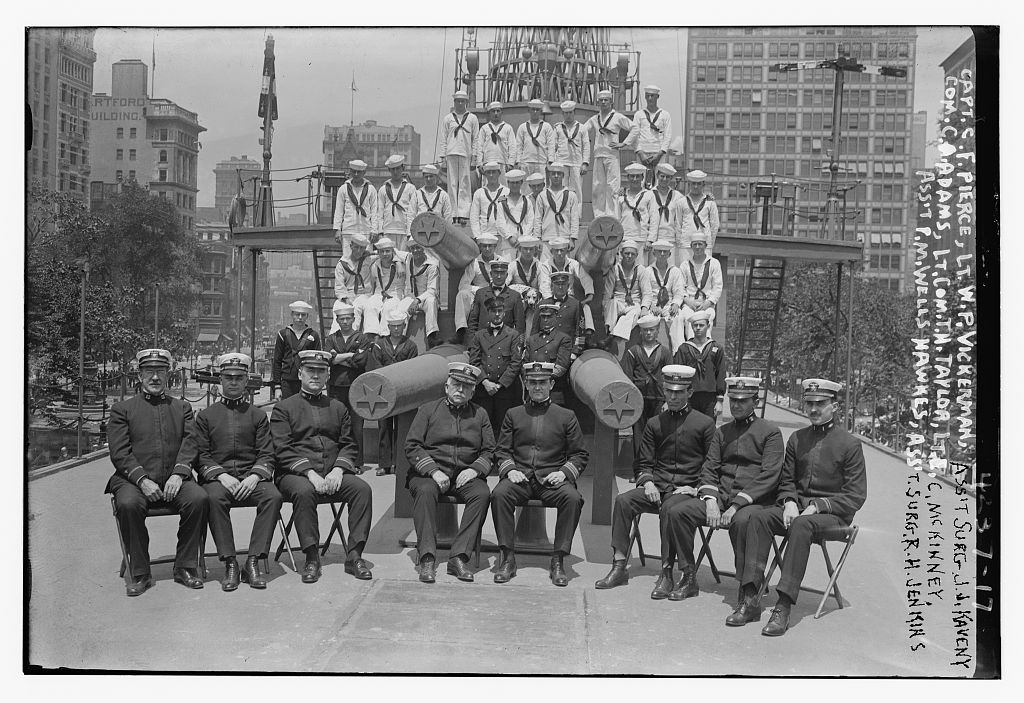
L'equipaggio al completo
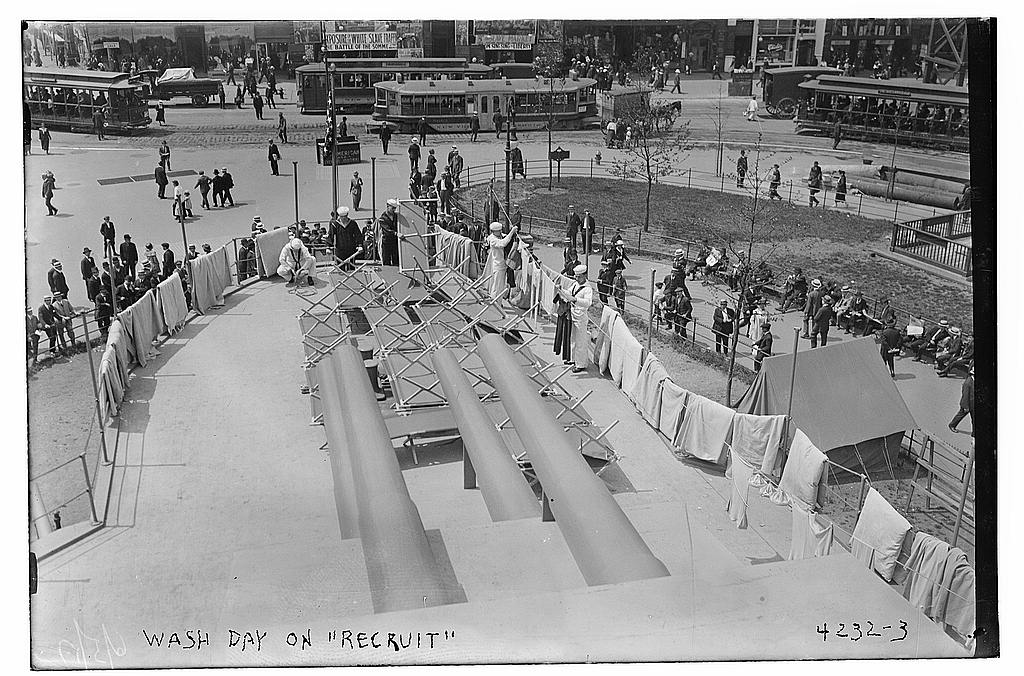
Un particolare del ponte
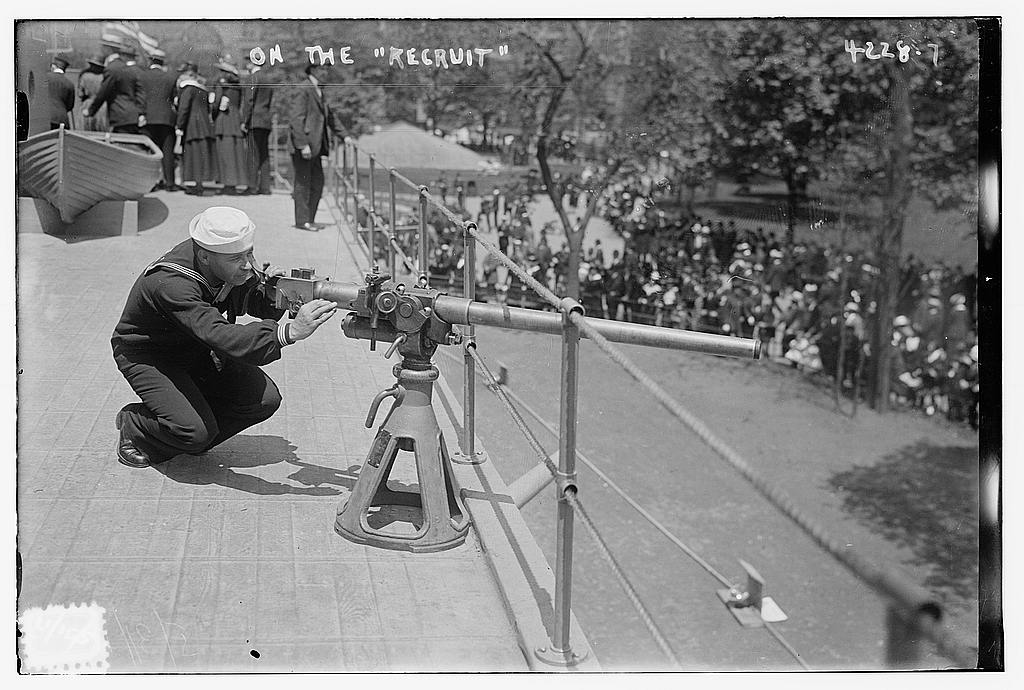
Esercitazioni a bordo
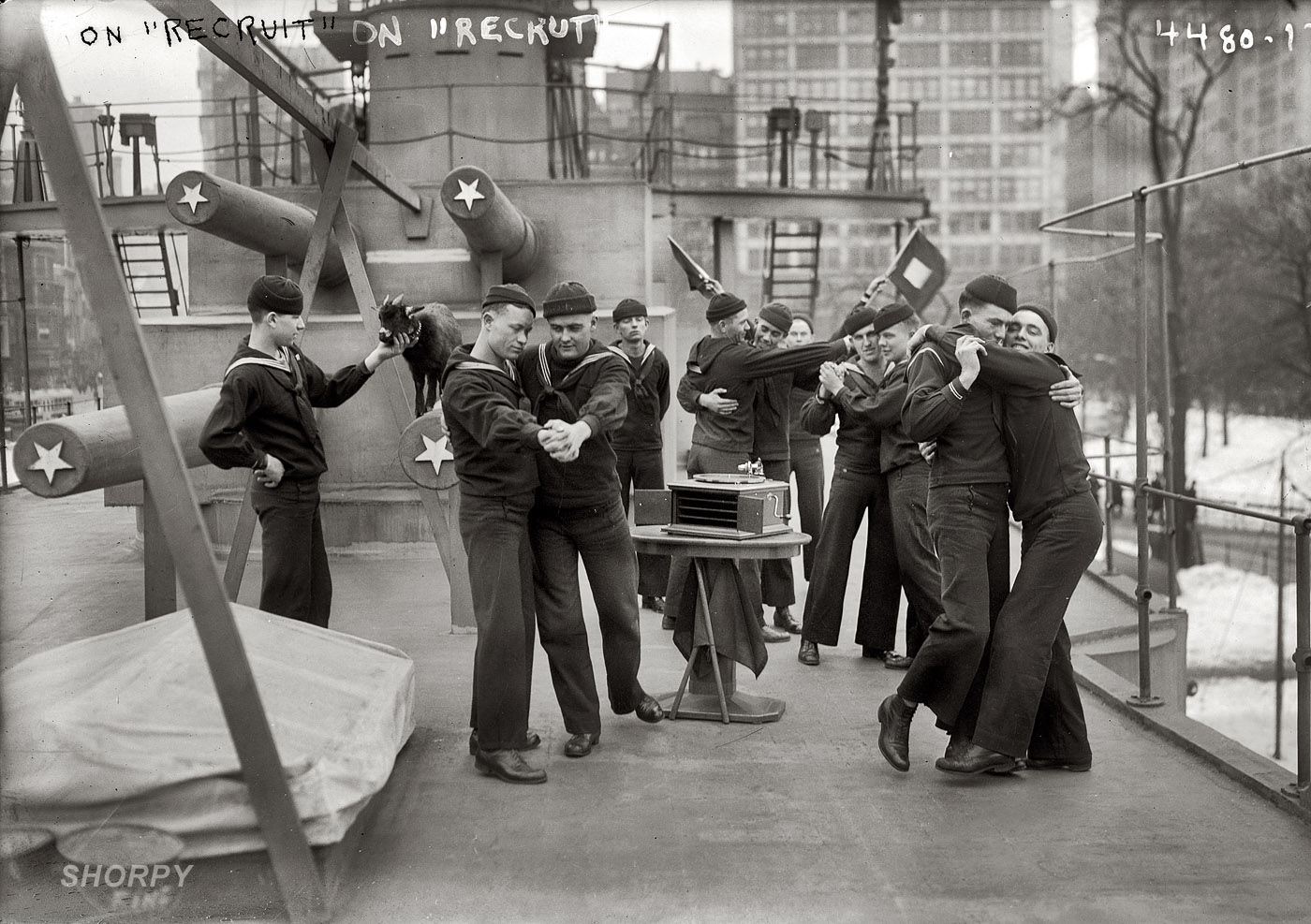
Alcuni marinai in un momento di svago